# Bauhaus (grup de música)
Bauhaus és un grup britànic de rock (format a Northampton el 1978) que va gaudir de popularitat durant els 80. El grup va prendre el seu nom del moviment artístic alemany Bauhaus, originalment sota el nom de Bauhaus 1919, però n'eliminaren la part final abans que passés un any de la seva formació. Tot i que hi hagué grups anteriors que en definiren l'estil, Bauhaus és generalment anomenat el primer grup de rock gòtic. El seu so combina una gran varietat d'estètiques musicals com ara punk, glam rock, o fins i tot funk o dub, creant una atmosfera original, fosca i freda, però apassionada, que va captivar a molts que buscaven quelcom de realment nou després de la caiguda del punk. La seva música roman una influència cabdal, i en el seu moment va inspirar un gran nombre de grups que més tard formarien part del rock gòtic. Bauhaus segueix sent un dels grups més populars de la seva era, i en el seu gènere.

## Història del grup
El seu primer single, "Bela Lugosi is Dead", va aparèixer l'agost de 1979. Té una durada de més de nou minuts i es va gravar "en directe a l'estudi", i tot i sense entrar a les llistes d'èxits britàniques es va convertir en un tema conegut i font d'inspiració, a part de mantenir-se a la venda durant molts anys després. De lluny la seva composició més coneguda, la seva estructura lliure evoca una barreja sonora de The Doors, els primers àlbums de Pink Floyd i els grups experimentals Krautrock com Can i Neu! La cançó es va fer servir com a banda sonora dels primers deu minuts de L'Ànsia (The Hunger)-.
Van sortir a la llum tres singles més: Dark Entries, Terror Couple kill Colonel i Telegram Sam (una versió del grup glam T. Rex) abans de debutar amb el seu primer àlbum, In the flat field, el 1980. El seu primer llançament els va portar a la fama (van arribar a les llistes pop, al número 72). El seu segon àlbum Mask amb l'estil i instrumentació musical més obert, va sortir l'any següent, seguits de l'EP Searching for Satori i de l'àlbum The Sky's Gone Out que veieren la llum el 1982. També aquell any realitzaren una brillant versió de Ziggy Stardust, de l'era glam de David Bowie, el seu èxit més gran, que va arribar al 15 de les llistes.
Abans de l'enregistrament del seu quart i darrer àlbum Burning from the Inside, el cantant Peter Murphy va començar a patir pneumònia, el qual el va impedir de contribuir molt a l'àlbum. El guitarrista Daniel Ash i el baixista David J esdevingueren les grans forces creatives d'aquest nou àlbum. Malgrat això, la mala salut de Murphy i la pressió de certes restriccions creatives que els imposava la seva música i imatge estancada en les fronteres del rock gòtic, se separaren el 1983.
Al separar-se, cadascun dels membres del grup es va dedicar a refer la seva carrera musical en solitari. Peter Murphy va iniciar un projecte amb el baixista Mick Karn de Japan, anomenat Dali's Car, abans d'iniciar una carrera en solitari amb àlbums com Deep o Love Hysteria. Daniel Ash també va treure al mercat uns quants àlbums en solitari i va començar a compondre música amb el nom de Tones on Tail amb Kevin Haskins i Glen Campling. David J ha realitzat diversos àlbums i ha col·laborat amb altres músics durant aquest temps. També s'ha estat dedicant a les arts visuals. Kevin Haskins es va iniciar a la realització de música electrònica per a videojocs, i ha estat produint d'altres cantants com Gary Numan.
El 1985, David, Daniel i Kevin formaren Love and Rockets, els quals aconseguiren fer un èxit de vendes als Estats Units del seu single de 1989, So Alive. El grup es va separar el 1999, després de treure set àlbums.
El 1998, Bauhaus va tornar a unir-se per fer una gira coneguda com a Ressurection Tour, en la qual tocaren dues cançons noves, Severance (originalment de Dead can Dance) i The Dog's a Vapour. Van editar un àlbum en concert gravat a Nova York aquell any, titulat Gotham. Es van reunir novament per a un concert al Coachella Valley Music and Arts Festival a Indio, Califòrnia, el 30 d'abril de 2005. Murphy també va fer una sèrie de concerts promocionant el seu nou àlbum, però en els seus concerts en solitari no utilitza cançons compostes mentre era a Bauhaus.
Seguint les actuacions de 2005, Bauhaus feren una gira més llarga, començant per Amèrica del Nord i Mèxic durant la tardor de 2005, i acabant a Europa el febrer de 2006. El grup declarà que esperaven compondre més música en acabant la gira.
El març de 2006 anunciaren que farien una gira conjunta amb Nine Inch Nails durant l'estiu.

El 2008, Bauhaus va llançar el seu primer àlbum d'estudi nou des de 1983, Go Away White (Cooking Vinyl). Va marcar el final de la banda i l'àlbum no va tenir cap gira promocional. A finals de 2007, Kevin Haskins va dir: "Ens portem molt bé, però hi va haver un incident" i va afegir que, com a resultat, "Alguns de nosaltres només vam sentir que no volíem continuar com a unitat de treball." A principis de 2008, Murphy va afirmar que "estava molt satisfet amb la vinculació a nivell emocional. Va ser bo treballar junts i deixar el passat enrere. Va ser molt positiu. El resultat estava sortint molt ràpid, així que va ser emocionant i molt divertit", però al final, "aquell personatge inestable va funcionar i crec que va ser força encertat eliminar-lo, de veritat". El mateix any, David J va comentar la ruptura: "Tens un tub d'assaig i aboques un producte químic, i aboques un altre producte químic, i passa alguna cosa. Comença a bombollejar. Aboca un altre producte químic i comença a fer bombolles. bombolleja una mica més. Aboqueu un quart producte químic, bombolleja molt violentament i després explota. Aquesta és la meva resposta".

Bauhaus. Febrer de 2006 a Londres.
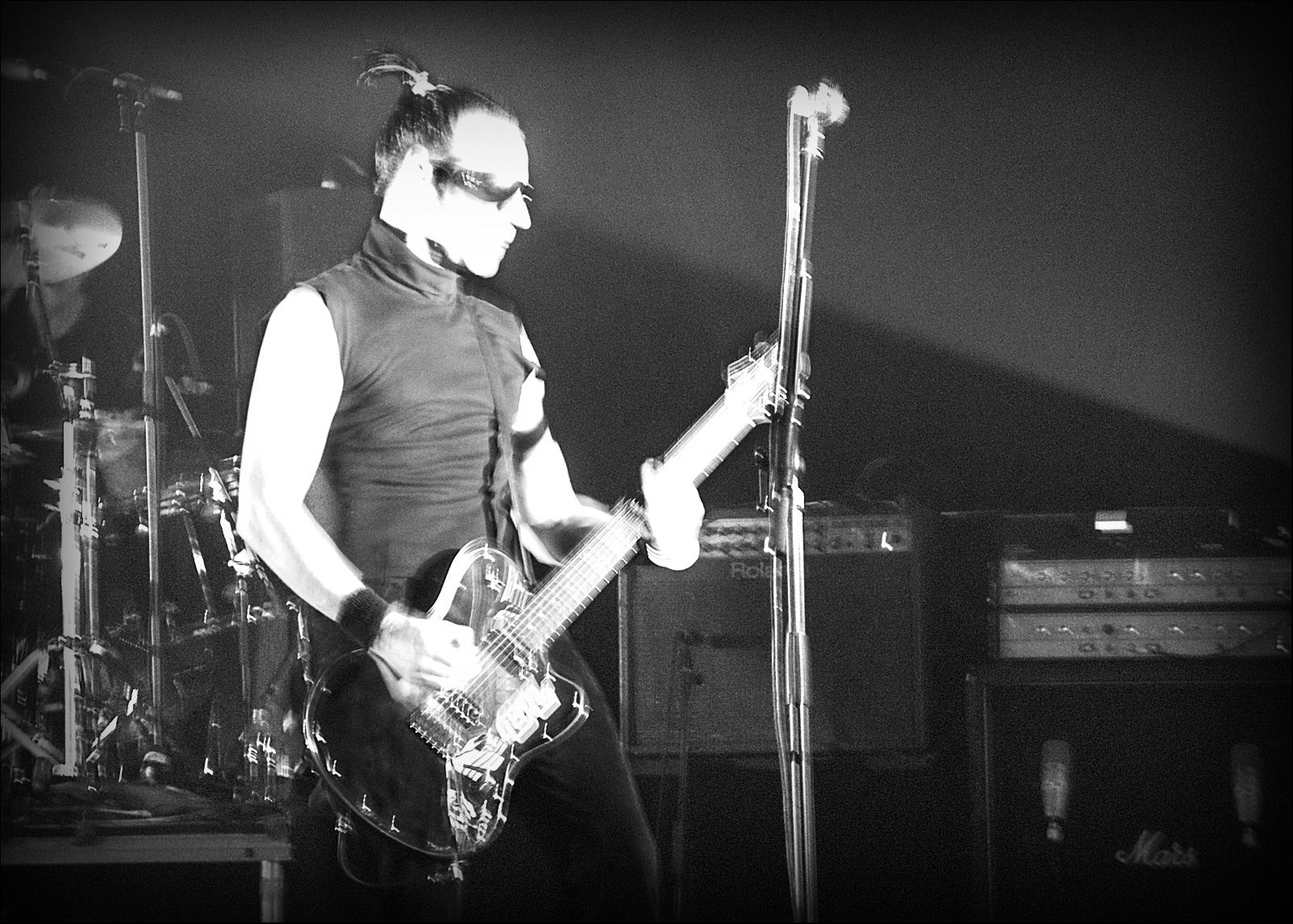
Daniel Ash
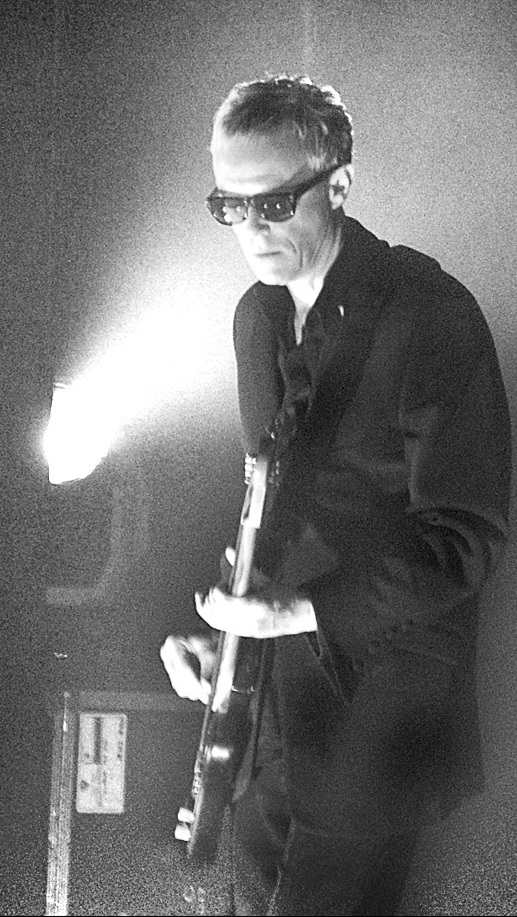
David J.
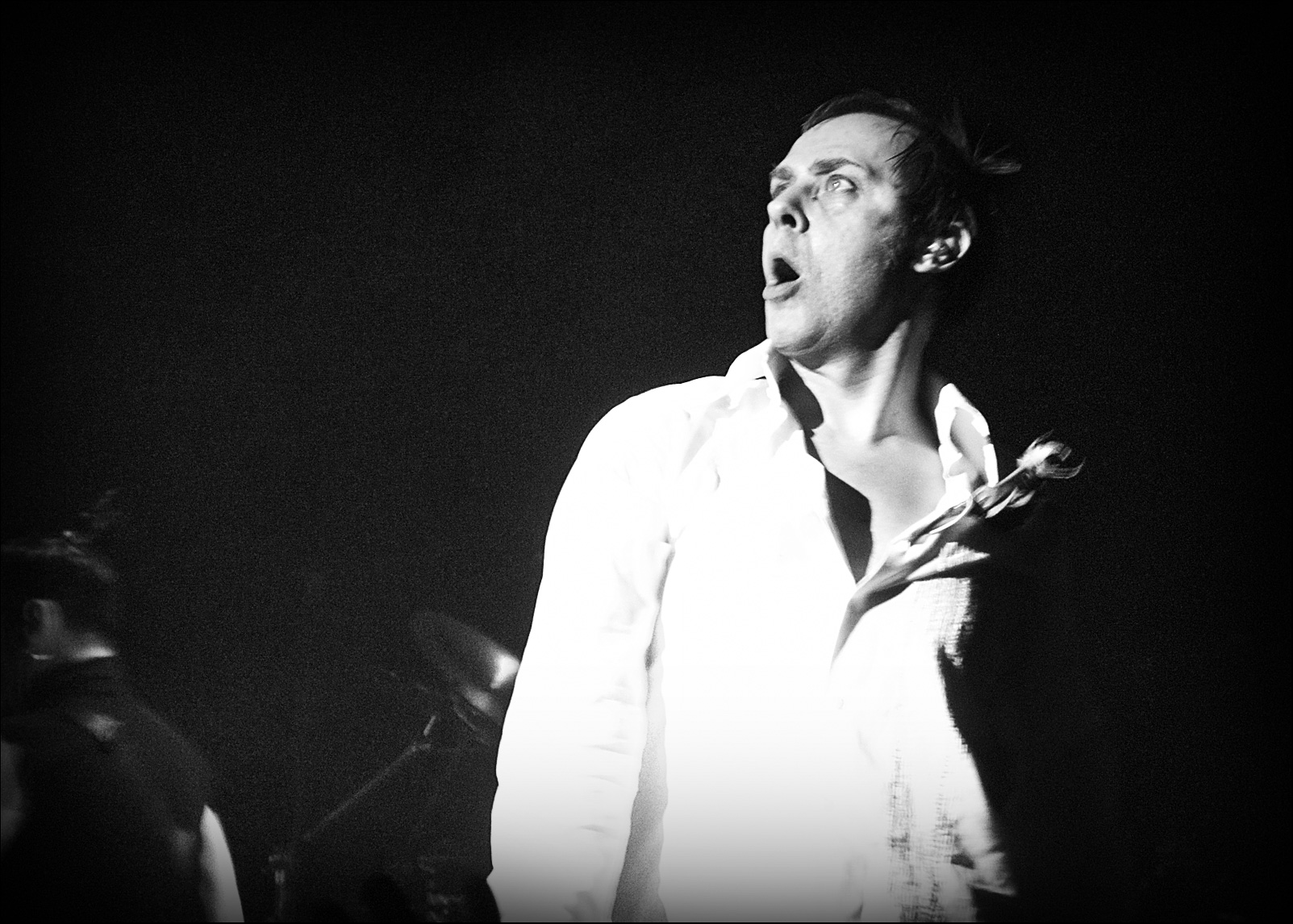
Peter Murphy
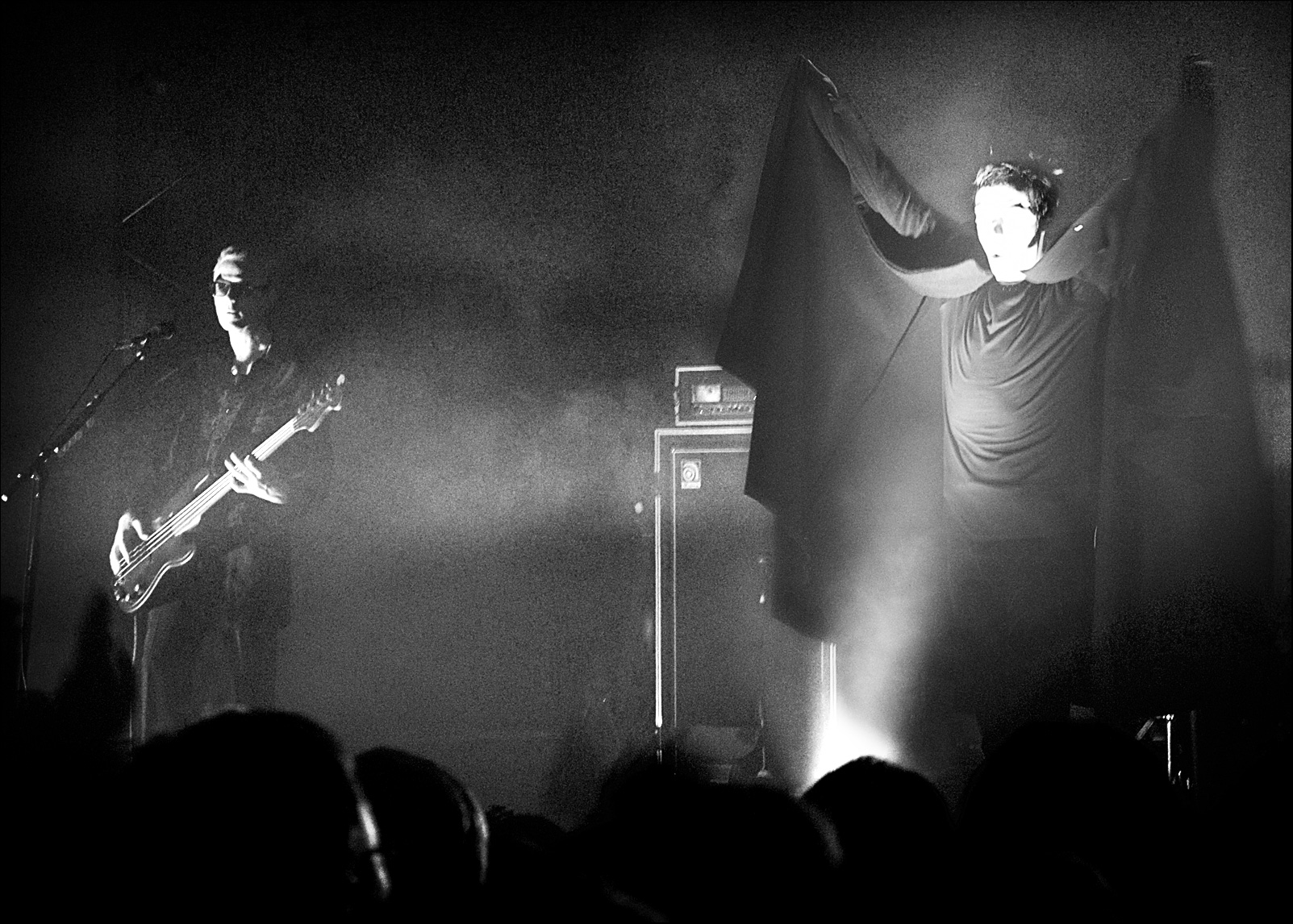
Murphy vestit de Dràcula (Bela Lugosi is Dead)

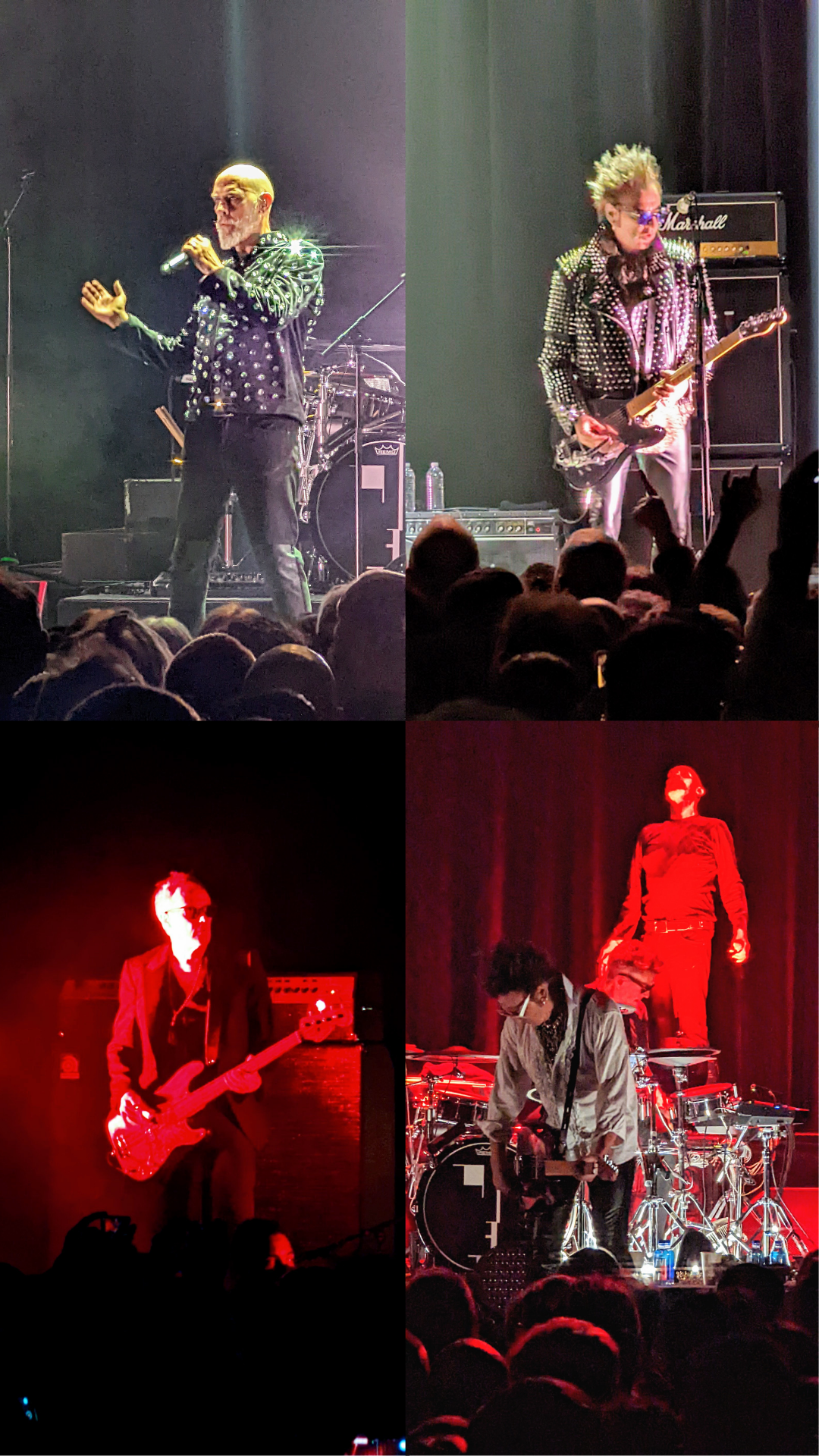
Reunió. SF Masonic Auditorium San Francisco. Maig de 2022

## Membres
- Peter Murphy - veu
- Daniel Ash - guitarra i saxòfon
- David J - baix
- Kevin Haskins - percussió

## Discografia
- 1979 - Bela Lugosi's Dead (single) (Small Wonder)
- 1980 - In the Flat Field (4AD)
- 1981 - Mask (4AD)
- 1982 - Press the Eject and Give Me the Tape (en concert) (Beggars Banquet)
- 1982 - The Sky's Gone Out (Beggars Banquet)
- 1983 - Burning from the Inside (Beggars Banquet)
- 1986 - 1979-1983 Volume 1 (recopilatori) (Beggars Banquet)
- 1986 - 1979-1983 Volume 2 (recopilatori) (Beggars Banquet)
- 1989 - Swing the Heartache: The BBC Sessions (BBC/Beggars Banquet)
- 1992 - Rest in Peace: The Final Concert (en concert) (Nemo/Beggars Banquet)
- 1999 - Gotham (en concert) (Metropolis)
- 2000 - Crackle - The Best of Bauhaus (recopilatori) (Beggars Banquet)
- 2008 - Go Away White